# Craigia yunnanensis
Espèce
Synonymes
- Burretiodendron combretoides W.Y.Chun & F.C.How[1]

Statut de conservation UICN

 EN B1+2c : En danger
Craigia yunnanensis est une espèce de plantes de la famille des Malvaceae.

## Publication originale
- Transactions and Proceedings of the Botanical Society of Edinburgh 28: 69. 1921.